# Roberta Maxwell
Roberta Maxwell (* 1942 in Ontario) ist eine kanadische Schauspielerin.

## Leben und Leistungen
Maxwell debütierte im Jahr 1960 in einer Sprechrolle in der Fernsehserie Just Mary. Im Filmdrama A Great Big Thing (1968) spielte sie bereits eine der größeren Rollen. Ende der 1960er Jahre und in den 1970er Jahren spielte sie in zahlreichen Theaterstücken. In der Komödie Nicht von schlechten Eltern war sie neben Trini Alvarado, John Lithgow und Olympia Dukakis zu sehen; in der Musikkomödie Popeye – Der Seemann mit dem harten Schlag trat sie an der Seite von Robin Williams auf. Eine größere Rolle spielte sie neben Anthony Perkins, Diana Scarwid und Jeff Fahey im Psychothriller Psycho III aus dem Jahr 1986.
Im Filmdrama Philadelphia von Jonathan Demme, das zwei Oscars gewann, spielte Maxwell eine Richterin. Die Rolle im SF-Drama Last Night brachte ihr im Jahr 1999 eine Nominierung für den Genie Award. Als Hauptdarstellerin im kanadischen Fernsehdrama Scar Tissue wurde sie 2003 für den Gemini Award nominiert. Im mit drei Oscars ausgezeichneten Filmdrama Brokeback Mountain verkörperte sie die Mutter von Jack Twist (Jake Gyllenhaal).

## Filmografie (Auswahl)
- 1968: A Great Big Thing
- 1974: A Touch of the Poet
- 1974: The Widowing of Mrs. Holroyd
- 1976: The Other Side of Victory
- 1979: Nicht von schlechten Eltern (Rich Kids)
- 1980: Das Grauen (The Changeling)
- 1980: Popeye – Der Seemann mit dem harten Schlag (Popeye)
- 1986: Psycho III
- 1989: Kingsgate
- 1993: Philadelphia
- 1995: Dead Man Walking – Sein letzter Gang (Dead Man Walking)
- 1997: Postman (The Postman)
- 1998: Last Night
- 2002: Scar Tissue
- 2005: Brokeback Mountain
- 2006: Das Geheimnis der Meerjungfrau (The Mermaid Chair; Fernsehfilm)
- 2009–2010: Warehouse 13 (Fernsehserie, 2 Folgen)
- 2014: Hungry Hearts
- 2015: The Inherited
- 2020: Percy